# イギリスの企業一覧
イギリスの企業一覧（イギリスのきぎょういちらん）は、イギリスの企業の一覧。

## ア行
- アーンスト・アンド・ヤング（会計）
- IMI plc
- アグレコ
- アシュテッド・グループ
- アストンマーティン（自動車）
- アストラゼネカ（製薬）
- アソシエイテッド・ブリティッシュ・フーズ
- アングロ・アメリカン（鉱業）
- EMI（音楽）
- イージージェット
- イギリス国鉄
- インターコンチネンタルホテルズグループ
- インターテック (認証企業)
- インフォーマ
- インペリアル・ケミカル・インダストリーズ（化学）
- インペリアル・ブランズ
- ヴァージン・グループ
- ヴァージン・アトランティック航空
- ウィットブレッド
- 英国放送協会 (BBC)
- HMV
- HSBCホールディングス（銀行）
- エッティンガー（皮革製品）
- ADVFN
- Ocado（小売）
- オーバム

## カ行
- キャドバリー (菓子メーカー、モンデリーズ子会社)
- キュナード（海運）
- キングフィッシャー (小売業)
- グラクソ・スミスクライン（製薬）
- クローダ（化学）
- ケータハムカーズ
- ケーブル・アンド・ワイヤレス（通信）
- ケネス・ターナー
- コリンシアン
- コンパス・グループ

## サ行
- ロイヤル・ダッチ・シェル（石油・ガス）
- G4S
- ジム・ラッセル・レーシングスクール
- ジャガー (自動車)
- シュローダー (企業)
- ジョンソン・マッセイ（化学）
- スコティッシュ・サザン・エナジー
- スタンダードチャータード銀行
- スタンダード・ライフ・アバディーン
- スミス・アンド・ネフュー
- スミスグループ
- ステージコーチ・グループ （バス）
- スリーアイ・グループ
- セインズベリーズ（小売）
- セージ・グループ
- セグロ (不動産会社)
- セントリカ
- ソリッド・ステート・ロジック

## タ行
- W・H・スミス (小売)
- WPPグループ
- ダンヒル (小売)
- ディアジオ
- Dixons Retail (小売)
- テスコ (チェーンストア)
- デ・ハビランド・エアクラフト (航空機)
- TVR
- トライアンフ (オートバイ)
- トライアンフ (自動車)

## ナ行
- ナショナル・グリッド（送電・送ガス）
- ネクスト (ファッションブランド)
- ノートン (オートバイ)

## ハ行
- ハロッズ（小売）
- バークレイズ（銀行）
- パーシモン (企業)
- バーバリー（小売）
- バンズル
- B&Mリテール（小売）
- BAEシステムズ
- BHPグループ（鉱業）
- BOC (ガス製造)
- ヒースロー・エアポート・ホールディングス（空港サービス）
- BTグループ（通信）
- BP（石油）
- BスカイB
- P&O（海運）
- ピアソン (企業)
- ファーガソン (企業)
- ヘイズ・スペシャリスト・リクルートメント
- ベントレー（自動車）
- 香港上海銀行
- ファーストグループ
- フォートナム&メイソン（食品）
- プライスウォーターハウスクーパース（会計）
- ブリティッシュ・アメリカン・タバコ
- ブリティッシュ・エアウェイズ（空運）
- プルーデンシャル（保険）
- ペノン・グループ（水道）
- ボクスホール（自動車）
- ボーダフォン（通信）
- ホワイトハウスコックス

## マ行
- マイクロフォーカス
- マクラーレン（自動車）
- マークス&スペンサー（小売）
- マッチルーム・スポーツ
- マン・グループ
- メガリ
- メルローズ・インダストリーズ
- モリソンズ（小売）
- モンディ

## ヤ行
- ユニリーバ（日用品メーカー、傘下にダヴ、リプトン）

## ラ行
- ランド・セキュリティーズ
- リオ・ティント（鉱業）
- リーガル&ジェネラル
- レイナード
- レキットベンキーザー
- レントキル・イニシャル
- ロイズ保険組合
- ロイズ・バンキング・グループ
- ロイター（通信社）
- ロイヤル・バンク・オブ・スコットランド
- ロイヤルメール
- ロータス・カーズ
- ローバー (自動車)
- ローラ・カーズ
- ローラ・アシュレイ（小売）
- ロールス・ロイス・ホールディングス
- ロンドン証券取引所

## ワ行
- ワスプ (オートバイメーカー)
- ワトソニアン・スクワイヤー